# STS-51G
STS-51G — пятый космический полёт МТКК «Дискавери», восемнадцатый полёт по программе «Спейс шаттл». Основной целью запуска был вывод на орбиту четырёх спутников: мексиканского Morelos-A, арабского Arabsat-1B и американских Telstar-303 (Telstar-3D) и Spartan-201-1.

## Экипаж
- Дэниел Бранденстайн (2), командир
- Джон Крейтон (1), пилот
- Джон Фабиан (2), специалист по программе полёта 1
- Стивен Нейгел (1), специалист по программе полёта 2
- Шеннон Лусид (1), специалист по программе полёта 3
- Патрик Бодри (единственный), специалист по полезной нагрузке 1
- Султан Аль Сауд (единственный), специалист по полезной нагрузке 2

Первый в мире экипаж с двумя иностранцами.

## Параметры полёта
- Вес:
  - Вес при старте: 116 310 кг
  - Вес при приземлении: 92 607 кг
  - Полезная нагрузка: 20 174 кг
- Перигей: 358 км
- Апогей: 369 км
- Наклонение: 28,5°
- Период обращения: 91,8 мин

### Цель полёта
- Стыковка:
- Расстыковка:
- Продолжительность стыковки: